# Revenge Tour
Revenge Tour bylo koncertní turné americké hardrockové skupiny Kiss na podporu alba Revenge. Bylo to první turné s bubeníkem Ericem Singerem, který nahradil zemřelého Erica Carra. Turné byly rozdělené na tři části: 13 koncertů v malých klubech v Severní Americe, poté 8 koncertů v arénách po Evropě a nakonec 51 velkých koncertů v severoamerických arénách s největší jevištní scénou. Návštěvnost turné byla nejnižší od roku 1975 v průměru 5000 diváků na koncert.

## Seznam písní
1. Creatures of the Night
2. Deuce
3. I Just Wanna
4. Parasite
5. Heaven's on Fire
6. Unholy
7. Domino
8. Watchin' You
9. Hotter Than Hell
10. Firehouse
11. Drum Solo
12. Forever
13. I Want You
14. War Machine
15. Lick It Up
16. Take It Off
17. Rock and Roll All Nite
18. Cold Gin
19. I Love It Loud
20. Detroit Rock City

Přídavek:
1. Shout It Out Loud
2. Love Gun
3. God Gave Rock 'n' Roll to You II
4. The Star-Spangled Banner

## Turné v datech
| Datum              | Město                          | Stát             | Místo                                 | Předkapela/ předskokan             |
| Klubové koncerty   | Klubové koncerty               | Klubové koncerty | Klubové koncerty                      | Klubové koncerty                   |
| ------------------ | ------------------------------ | ---------------- | ------------------------------------- | ---------------------------------- |
| 23. dubna 1992     | San Francisco, Kalifornie      | Spojené státy    | The Stone                             | Shooting Gallery                   |
| 25. dubna 1992     | West Hollywood, Kalifornie     | Spojené státy    | The Troubadour                        | Shooting Gallery                   |
| 26. dubna 1992     | West Hollywood, Kalifornie     | Spojené státy    | The Troubadour                        | Shooting Gallery                   |
| 27. dubna 1992     | Phoenix, Arizona               | Spojené státy    | After The Goldrush                    | Shooting Gallery                   |
| 29. dubna 1992     | Houston, Texas                 | Spojené státy    | The Backstage                         | Shooting Gallery                   |
| 30. dubna 1992     | Dallas, Texas                  | Spojené státy    | City Limits Club                      | Shooting Gallery                   |
| 2. května 1992     | Atlanta, Georgie               | Spojené státy    | Center Stage                          | Shooting Gallery                   |
| 4. května 1992     | Baltimore, Maryland            | Spojené státy    | Hammerjack's                          | Shooting Gallery                   |
| 5. května 1992     | Filadelfie, Pensylvánie        | Spojené státy    | Trocadero Theatre                     | Shooting Gallery                   |
| 6. května 1992     | Toronto, Ontario               | Kanada           | Phoenix Concert Theatre               | Shooting Gallery                   |
| 8. května 1992     | Boston, Massachusetts          | Spojené státy    | Avalon Ballroom                       | Shooting Gallery                   |
| 9. května 1992     | New York, New York             | Spojené státy    | The Ritz                              | Shooting Gallery                   |
| 10. května 1992    | Brooklyn, New York, New York   | Spojené státy    | The Warehouse                         | Shooting Gallery                   |
| Evropa             |                                |                  |                                       |                                    |
| 16. května 1992    | Glasgow                        | Skotsko          | S.E.C.C. Arena                        | Danger Danger                      |
| 17. května 1992    | Whitley Bay                    | Anglie           | Whitley Bay Ice Rink                  | Danger Danger                      |
| 18. května 1992    | Sheffield                      | Anglie           | Sheffield Arena                       | Danger Danger                      |
| 20. května 1992    | Cardiff                        | Wales            | Wales National Ice Rink               | Danger Danger                      |
| 21. května 1992    | Londýn                         | Anglie           | Wembley Arena                         | Danger Danger                      |
| 24. května 1992    | Plymouth                       | Anglie           | Plymouth Pavilions                    | Danger Danger                      |
| 25. května 1992    | Birmingham                     | Anglie           | NEC Arena                             | Danger Danger                      |
| 26. května 1992    | Birmingham                     | Anglie           | NEC Arena                             | Danger Danger                      |
| Severní Amerika    |                                |                  |                                       |                                    |
| 1. října 1992      | Bethlehem, Pensylvánie         | Spojené státy    | Stabler Arena                         | Faster Pussycat, Trixter           |
| 2. října 1992      | Binghamton, New York           | Spojené státy    | Broome County Veterans Memorial Arena | Faster Pussycat, Trixter           |
| 3. října 1992      | Toronto, Ontario               | Kanada           | Maple Leaf Gardens                    | Faster Pussycat, Trixter           |
| 5. října 1992      | Montréal, Québec               | Kanada           | Montreal Forum                        | Faster Pussycat, Trixter           |
| 6. října 1992      | Portland, Maine                | Spojené státy    | Cumberland County Civic Center        | Faster Pussycat, Trixter           |
| 8. října 1992      | Worcester, Massachusetts       | Spojené státy    | The Centrum                           | Faster Pussycat, Trixter           |
| 9. října 1992      | East Rutherford, New Jersey    | Spojené státy    | Brendan Byrne Arena                   | Faster Pussycat, Trixter           |
| 10. října 1992     | Filadelfie, Pensylvánie        | Spojené státy    | The Spectrum                          | Faster Pussycat, Trixter           |
| 11. října 1992     | Uniondale, New York            | Spojené státy    | Nassau Veterans Memorial Coliseum     | Faster Pussycat, Trixter           |
| 13. října 1992     | Hershey, Pensylvánie           | Spojené státy    | Hersheypark Arena                     | Faster Pussycat, Trixter           |
| 14. října 1992     | Charleston, Západní Virginie   | Spojené státy    | Charleston Civic Center               | Faster Pussycat, Trixter           |
| 16. října 1992     | Pittsburgh, Pensylvánie        | Spojené státy    | Pittsburgh Civic Arena                | Faster Pussycat, Trixter           |
| 17. října 1992     | Roanoke, Virginie              | Spojené státy    | Roanoke Civic Center                  | Faster Pussycat, Trixter           |
| 18. října 1992     | Landover, Maryland             | Spojené státy    | Capital Centre                        | Faster Pussycat, Trixter           |
| 20. října 1992     | Lexington, Kentucky            | Spojené státy    | Rupp Arena                            | Faster Pussycat, Trixter           |
| 21. října 1992     | Bristol, Tennessee             | Spojené státy    | Viking Hall Civic Center              | Faster Pussycat, Trixter           |
| 23. října 1992     | Charlotte, Severní Karolína    | Spojené státy    | Charlotte Coliseum                    | Faster Pussycat, Trixter           |
| 24. října 1992     | Fayetteville, Severní Karolína | Spojené státy    | Cumberland County Memorial Arena      | Faster Pussycat, Trixter           |
| 25. října 1992     | Columbia, Jižní Karolína       | Spojené státy    | Carolina Coliseum                     | Faster Pussycat, Trixter           |
| 29. října 1992     | Daytona Beach, Florida         | Spojené státy    | Ocean Center                          | Faster Pussycat, Trixter, Fortress |
| 30. října 1992     | Tampa, Florida                 | Spojené státy    | USF Sun Dome                          | Faster Pussycat, Trixter           |
| 31. října 1992     | Miami, Florida                 | Spojené státy    | Miami Arena                           | Faster Pussycat, Trixter           |
| 3. listopadu 1992  | Greenville, South Carolina     | Spojené státy    | Greenville Memorial Auditorium        | Jackyl, Trixter                    |
| 5. listopadu 1992  | Atlanta, Georgie               | Spojené státy    | The Omni                              | Great White, Trixter               |
| 6. listopadu 1992  | Nashville, Tennessee           | Spojené státy    | Nashville Municipal Auditorium        | Great White, Trixter               |
| 7. listopadu 1992  | Knoxville, Tennessee           | Spojené státy    | Knoxville Civic Coliseum              | Great White, Trixter               |
| 8. listopadu 1992  | Huntsville, Alabama            | Spojené státy    | Von Braun Civic Center                | Great White, Trixter               |
| 10. listopadu 1992 | St. Joseph, Missouri           | Spojené státy    | St. Joseph Civic Arena                | Great White, Trixter               |
| 13. listopadu 1992 | St. Louis, Missouri            | Spojené státy    | St. Louis Arena                       | Great White, Trixter               |
| 14. listopadu 1992 | Ames, Iowa                     | Spojené státy    | Hilton Coliseum                       | Great White, Trixter               |
| 15. listopadu 1992 | Cedar Rapids, Iowa             | Spojené státy    | Five Seasons Center                   | Great White, Trixter               |
| 17. listopadu 1992 | Kalamazoo, Michigan            | Spojené státy    | Wings Stadium                         | Great White, Trixter               |
| 18. listopadu 1992 | Fort Wayne, Indiana            | Spojené státy    | Allen County War Memorial Coliseum    | Great White, Trixter               |
| 20. listopadu 1992 | Evansville, Indiana            | Spojené státy    | Roberts Municipal Stadium             | Great White, Trixter               |
| 21. listopadu 1992 | Chicago, Illinois              | Spojené státy    | UIC Pavilion                          | Great White, Trixter               |
| 22. listopadu 1992 | Toledo, Ohio                   | Spojené státy    | Toledo Sports Arena                   | Great White, Trixter               |
| 24. listopadu 1992 | Springfield, Illinois          | Spojené státy    | Prairie Capital Convention Center     | Great White, Trixter               |
| 25. listopadu 1992 | Fairborn, Ohio                 | Spojené státy    | Ervin J. Nutter Center                | Great White, Trixter               |
| 27. listopadu 1992 | Auburn Hills, Michigan         | Spojené státy    | The Palace of Auburn Hills            | Great White, Trixter               |
| 28. listopadu 1992 | Indianapolis, Indiana          | Spojené státy    | Market Square Arena                   | Great White, Trixter               |
| 29. listopadu 1992 | Richfield, Ohio                | Spojené státy    | Richfield Coliseum                    | Great White, Trixter               |
| 30. listopadu 1992 | Milwaukee, Wisconsin           | Spojené státy    | Bradley Center                        | Great White, Trixter               |
| 2. prosince 1992   | Madison, Wisconsin             | Spojené státy    | Dane County Expo Coliseum             | Great White, Trixter               |
| 3. prosince 1992   | Saint Paul, Minnesota          | Spojené státy    | St. Paul Civic Center                 | Great White, Trixter               |
| 4. prosince 1992   | Sioux Falls, Jižní Dakota      | Spojené státy    | Sioux Falls Arena                     | Great White, Trixter               |
| 6. prosince 1992   | Denver, Colorado               | Spojené státy    | McNichols Sports Arena                | Great White, Trixter               |
| 8. prosince 1992   | Salt Lake City, Utah           | Spojené státy    | Delta Center                          | Great White, Trixter               |
| 9. prosince 1992   | Boise, Idaho                   | Spojené státy    | BSU Pavilion                          | Great White, Trixter               |
| 10. prosince 1992  | Portland, Oregon               | Spojené státy    | Portland Memorial Coliseum            | Great White, Trixter               |
| 11. prosince 1992  | Vancouver, Britská Kolumbie    | Kanada           | Pacific Coliseum                      | Great White, Trixter               |
| 14. prosince 1992  | Seattle, Washington            | Spojené státy    | Seattle Center Arena                  | Great White, Trixter               |
| 16. prosince 1992  | Sacramento, Kalifornie         | Spojené státy    | ARCO Arena                            | Great White, Trixter               |
| 18. prosince 1992  | Oakland, Kalifornie            | Spojené státy    | Oakland-Alameda County Coliseum Arena | Great White, Trixter               |
| 19. prosince 1992  | San Bernardino, Kalifornie     | Spojené státy    | Orange Pavilion                       | Trixter, Vesuvius                  |
| 20. prosince 1992  | Phoenix, Arizona               | Spojené státy    | America West Arena                    | Great White, Trixter               |

## Sestava
Kiss
- Paul Stanley - rytmická kytara, zpěv
- Gene Simmons - basová kytara, zpěv
- Bruce Kulick - sólová kytara, zpěv
- Eric Singer - bicí, zpěv